# Reiherhalde Morstein
Reiherhalde Morstein ist ein Naturschutzgebiet auf dem Gebiet der baden-württembergischen Stadt Gerabronn.

## Kenndaten
Das Naturschutzgebiet wurde bereits mit Verordnung des württembergischen Kultministeriums als höhere Naturschutzbehörde vom 19. Februar 1938 ausgewiesen und hat eine Größe von rund 7,2 Hektar. Es wird unter der Schutzgebietsnummer 1.006 geführt. Der CDDA-Code für das Naturschutzgebiet lautet 82386  und entspricht der WDPA-ID.

## Lage und Beschreibung
Das Schutzgebiet erstreckt sich gegenüber dem zum Ortsteil Dünsbach der Stadt Gerabronn gehörenden Weiler Morstein über den linken, westlichen Hang der bewaldeten Klinge des Dünsbachs. Es liegt im Naturraum 126-Kocher-Jagst-Ebenen innerhalb der naturräumlichen Haupteinheit 12-Gäuplatten im Neckar- und Tauberland. Es wird weitgehend umschlossen vom Landschaftsschutzgebiet Nr. 1.27.043 Mittleres Jagsttal mit Nebentälern und angrenzenden Gebieten.

## Schutzzweck
Wesentlicher Schutzzweck ist die Erhaltung des ehemaligen, seit Jahrhunderten bekannten Brutplatzes für Fischreiher. Die Reiher brüteten dort fast ausschließlich auf alten Linden, wobei jeder Baum mehrere (bis 15) Horste trug. Außerdem horsteten, wie in allen Reiherkolonien, in der Regel der Schwarze und der Rote Milan.
Nach den Ausführungen von Hans Mattern in seinem Buch zur mittleren Jagst gab es in der Kolonie nach verschiedenen älteren Berichten von mehreren Dutzend bis zu mehreren hundert Reiherhorsten. Infolge Störung durch besuchende Schulklassen und andere Touristen sei die Zahl der Bruthorste in der Mitte der 1960er einstellig geworden, wobei zunächst ein Teil der Vögel in eine neue Kolonie am Hang unter Schloss Morstein auf der anderen Seite der Dünsbachklinge verzogen sei, die allerdings auch nicht ungestört blieb. 1972 brütete dann das letzte Reiherpaar bei Schloss Morstein. (Stand 2007 nach dem Veröffentlichungsdatum des Buches.)